# Стефано Таралло
Стефано Таралло (італ. Stefano Tarallo; нар. 8 березня 1976) — колишній італійський тенісист.
Найвищу одиночну позицію світового рейтингу — 147 місце досяг 2 жовтня 2000, парну — 266 місце — 1 травня 2000 року.

## Титули на челленджерах

### Одиночний розряд: (3)
| Ранг | Дата            | Турнір           | Покриття | Суперник         | Рахунок         |
| ---- | --------------- | ---------------- | -------- | ---------------- | --------------- |
| 1.   | 9 липня 2000    | Сассуоло, Італія | Ґрунт    | Алекс Калатрава  | 7–65, 3–6, 7–64 |
| 2.   | 27 серпня 2000  | Манербіо, Італія | Ґрунт    | Кріс Ґоссенс     | 6–3, 6–4        |
| 3.   | 10 вересня 2000 | Софія, Болгарія  | Ґрунт    | Стефано Гальвані | 6–1, 6–2        |